# 陳弄
陳弄（？—1865年），台灣彰化小埔心鄉紳（今彰化縣埤頭鄉），因有口吃，外號作陳啞口、啞狗弄。

## 生平
1862年，彰化富商戴潮春反清起事。陈弄見機響應，被戴潮春封為「西王」。陈弄率军攻打鹿港，鹿港的泉州人在士绅领导下极力抵抗，三天大战陳弄被击退。1863年七月，救援斗六城的台湾镇总兵林向荣与台湾水师副将林国忠被严办、陈弄等人率领的数万戴军围困。1864年3月19日，台湾水师提督吴鸿源在嘉义城外，与嘉义守将汤得陞里应外合，击退围攻嘉义的陈弄军。1865年1月，清军收复斗六，斩杀戴潮春。5月，福宁镇总兵林文察和乡勇罗冠英围攻小埔心，与陈弄进行炮战，罗冠英阵亡，其弟罗坑猛攻下，陈弄开庄投降，被清军当场斩杀。